# Воля-Щигелкова
Воля-Щигелкова (пол. Wola Szczygiełkowa) — село в Польщі, у гміні Бодзентин Келецького повіту Свентокшиського воєводства.
Населення — 626 осіб (2011).
У 1975-1998 роках село належало до Келецького воєводства.

## Демографія
Демографічна структура на день 31 березня 2011 року:
|          | Загалом | Допрацездатний вік | Працездатний вік | Постпрацездатний вік |
| -------- | ------- | ------------------ | ---------------- | -------------------- |
| Чоловіки | 304     | 62                 | 218              | 24                   |
| Жінки    | 322     | 81                 | 176              | 65                   |
| Разом    | 626     | 143                | 394              | 89                   |